# Électriciens sans frontières
 (novembre 2020).
Si vous disposez d'ouvrages ou d'articles de référence ou si vous connaissez des sites web de qualité traitant du thème abordé ici, merci de compléter l'article en donnant les références utiles à sa vérifiabilité et en les liant à la section « Notes et références ».
Pour les articles homonymes, voir Électriciens sans frontières (homonymie).
Electriciens sans frontières est une organisation non gouvernementale de solidarité internationale créée en 1986 et reconnue d'utilité publique par le ministère de l’Intérieur français par décret du 23 mai 2013. Elle lutte contre les inégalités d’accès à l’électricité et à l’eau dans le monde. Avec le soutien de 1 200 bénévoles et en partenariat avec des acteurs locaux, elle favorise le développement économique et humain en utilisant les énergies renouvelables.

## Histoire
- 1986  : L’ONG naît de la volonté de salariés (notamment de Bruno Léchevin) du secteur de l’électricité de mettre leurs compétences au service de projets de solidarité internationale en utilisant l’énergie comme levier de développement.
- 2013 : Electriciens sans frontières compte plus de 1000 bénévoles engagés et obtient la reconnaissance d'utilité publique[1].
- 2014 : Electriciens sans frontières obtient le label[2] « Don en confiance » qui fait suite à une période d’audit de près d’un an effectuée par des instructeurs de l’organisation du don en        confiance".
- 2019 : Electriciens sans frontières reçoit le prix ONU de l’action climatique[3] lors de la COP25, au titre de ses réalisations résilientes sur l’île de la Dominique.
- 2020 : Electriciens sans frontières reçoit le prix Zayed[4] pour le développement durable, à la suite de son programme de formation mené dans un camp de réfugiés Rohingyas au Bangladesh.

## Mission
L’action humanitaire d’Electriciens sans frontières vise à améliorer les conditions de vie des populations les plus démunies en situation de pauvreté énergétique. Pour cela, elle mène des projets d'accès à l'électricité et à l'eau dans de nombreux pays d'Afrique, d'Asie du Sud et d’Amérique latine.[réf. souhaitée]
Electriciens sans frontières intervient également lors de crises humanitaires. Cela a notamment été le cas aux Philippines en 2013 et 2015 à la suite des typhons Haiyan et Ruby ; en 2015 au Vanuatu après le passage du cyclone Pam ; au Népal après le tremblement de terre ; en Haïti après le séisme en 2010 et 2016  ; et en 2017 à Saint Martin et en Dominique à la suite du passage des ouragans Irma et Maria. Depuis le 19 décembre 2017, Electriciens sans frontières      est partenaire du Centre de crise et de soutien pour intervenir en cas de crise humanitaire.      L'ONG est ainsi intervenue en Indonésie en 2018, après le séisme à Célèbes, au Mozambique en 2018, après le passage du cyclone Idai, et au Liban en 2020, après les explosions dans le port de Beyrouth.

## Soutien
Electriciens sans frontières bénéficie du soutien financier de la part de donateurs particuliers, d'entreprises ou de fondations privées et d'institutions publiques.
En complément à ses ressources financières, l'ONG bénéficie de contributions volontaires en nature, en particulier le bénévolat par ses adhérents, ainsi que les dons de matériel et la mise à disposition de locaux par ses partenaires. Ces ressources en nature sont significatives : elles représentent plus du double des ressources financières de l'ONG.
| Origine des ressources financières (en % par an)    | 2019 | 2018 | 2017 |
| Ressources collectées auprès du public              | 5%   | 5%   | 5%   |
| Autres fonds privés (entreprises, fondations, etc.) | 55%  | 55%  | 75%  |
| Subventions et autres concours publics              | 37%  | 36%  | 15%  |
| Autres produits                                     | 3%   | 5%   | 5%   |